# Wyżni Wielicki Ogród

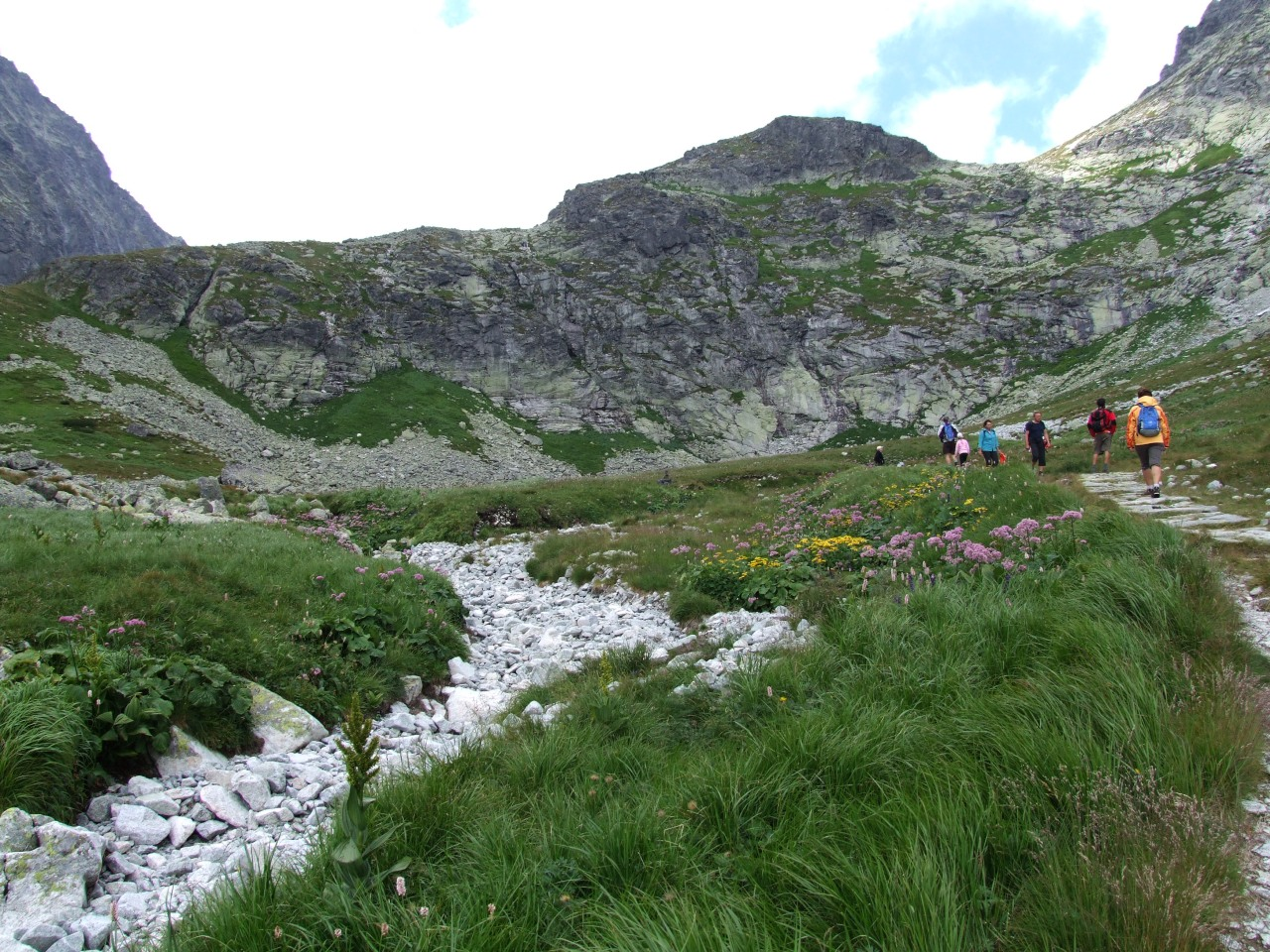
Wyżni Wielicki Ogród i Sucha Kopa

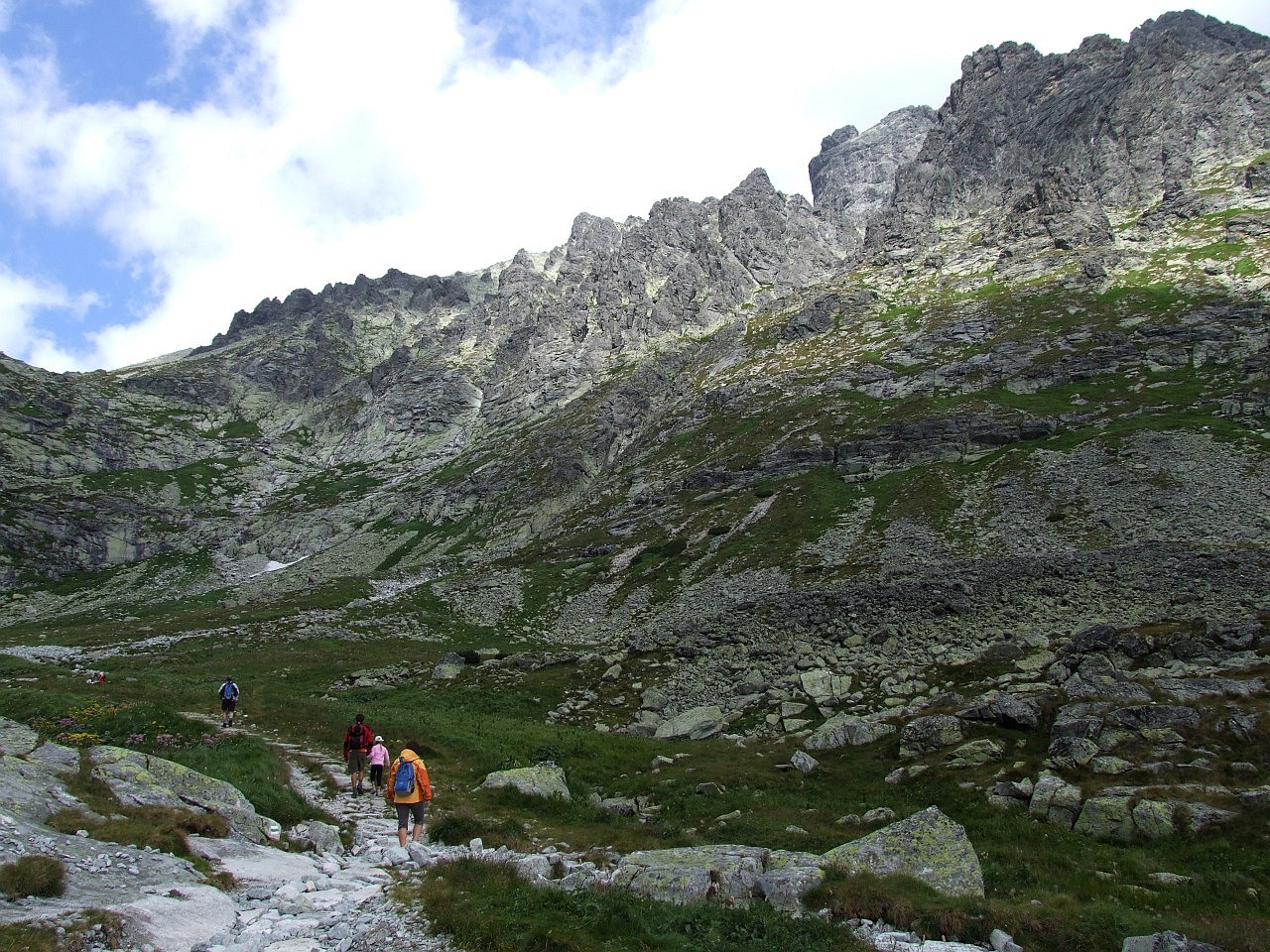
Wyżni Wielicki Ogród i Granaty Wielickie

Wyżni Wielicki Ogród (słow. Vyšná Kvetnica, niem. Oberer Blumengarten, węg. Felső Virágoskert) – położony na wysokości ok. 1890 m n.p.m. duży trawiasty taras w Dolinie Wielickiej w słowackich Tatrach Wysokich. Znajduje się na środkowym piętrze tej doliny, po wschodniej stronie jej dna, poniżej Suchej Kopy, Staroleśnego Szczytu i Długiego Stawu. Na północny wschód z Wyżniego Wielickiego Ogrodu pnie się pośród turni Granatów Wielickich Kwietnikowy Żleb.
Wyżni Wielicki Ogród porastają bujne zespoły ziołorośli (Adenostylion), w których m.in. występują takie gatunki roślin, jak: omieg górski, miłosna górska, starzec gajowy, ciemiężyca zielona, jaskier platanolistny, tojad mocny, rdest wężownik. U podnóży Rogatej Turni znajdują się tu niewielkie Górne Kwietnicowe Stawki.
W Dolinie Wielickiej istnieją jeszcze dwa inne ogrody: Niżni Wielicki Ogród i Wielicki Ogród (Pośredni Wielicki Ogród). Bogata flora tych łąk od dawna fascynowała botaników. Już w 1793 i 1796 i wielokrotnie potem badał ją Thomas Mauksch. Był też tutaj Göran Wahlenberg, który uzupełniał zielnik Karola Linneusza i w 1814 napisał dzieło Flora Carpaticum principalium, które do dzisiaj ma wartość naukową.

## Szlaki turystyczne
– zielony szlak z Tatrzańskiej Polanki wzdłuż Wielickiej Wody, obok „Śląskiego Domu” nad Wielicki Staw, przez Mokrą Wantę, Wielicki Ogród i dalej na przełęcz Polski Grzebień.